# Florian Illies
Florian Illies (né le 4 mai 1971 à Schlitz) est un journaliste, marchand d’objets d’art, historien de l’art et écrivain allemand.

## Biographie
Le père d’Illies était le biologiste et limnologue Joachim Illies (de). Florian Illies étudia l’histoire de l’art et la « nouvelle histoire » à Bonn et Oxford. Il termina ses études en 1998 à l’université de Bonn. Il acquit sa première expérience journalistique au Schlitzer Boten puis en tant que stagiaire plus tard au Fuldaer Zeitung (de). En 1997, il devient rédacteur des pages culturelles pour le Frankfurter Allgemeine Zeitung (FAZ). Jusqu’en 1999, il gère les « pages berlinoises » du FAZ, puis devient rédacteur en chef des pages culturelles du Frankfurter Allgemeine Sonntagszeitung.
Après son exclusion du FAZ, il fonde Monopol (de), une revue consacrée à l’art, à la littérature et au fitness, avec sa femme Amélie von Heydebreck, fille de Tessen von Heydebreck (de) (directrice de la banque allemande (Deutsche-Bank)) et mère des deux enfants d’Illies. Jusqu’à la fin 2006, Illies était aussi bien l’éditeur que le rédacteur chef. En 2007, il engage l’ancien rédacteur culturel du Welt am Sonntag, Cornelius Tittel. Les éditeurs restent toujours Illies et sa femme. En 2008, Illies se retrouve au Zeit et travaille dans un premier temps pour le Zeit-Magazin.
Dès 2009, il s’occupe du Feuilleton und Literatur en compagnie de Jens Jessen. Depuis l’été 2011, Illies est l’un des quatre principaux actionnaires de la maison d’enchères berlinoise Villa Grisebach qui porte particulièrement attention sur l’art du XIXe siècle.
Illies est surtout devenu connu grâce à son best-seller Generation Golf (2000) dans lequel il dresse un tableau critique de sa génération, celle des années 1970. Il continue à confirmer ses observations dans Unschuldigsein (2001) et Generation Golf Zwei (2003). En 2006, il publie Ortsgespräch, un regard rétrospectif sur une enfance dans la province allemande. Puis en 2012, un autre bestseller, 1913, adapté en septembre 2013 au théâtre Oberhausen.

## Distinctions
- 1999 – Axel Springer Prix, et Prix de promotion Ernst Robert Curtius
- 2003 – Prix de culture hessois
- 2014 - Prix Ludwig Börne[7]

## Ouvrages
En tant qu'auteur
- Generation Golf. Eine Inspektion. 13. Aufl. Fischer, Frankfurt am Main 2011,  (ISBN 978-3-596-15065-6) (Erstauflage 2000)[8].
- Anleitung zum Unschuldigsein. Das Übungsbuch für ein schlechtes Gewissen. Argon, Berlin 2001,  (ISBN 3-596-50843-6)[8]
- Generation Golf zwei. Blessing, München 2003,  (ISBN 3-89667-246-0)[8]
- Ortsgespräch. Blessing, München 2006,  (ISBN 3-89667-262-2)[8]
- Florian Illies (trad. de l'allemand par Frédéric Joly), 1913 : Chronique d'un monde disparu, Paris, Piranha (maison d'édition), 2014, 288 p. (ISBN 978-2-37119-002-3)
- Florian Illies (trad. de l'allemand par Catherine Livet), Comme ils ont aimé, Paris, Flammarion, 2022, 496 p. (ISBN 9782080264589)

En tant qu'éditeur
- Kleines deutsches Wörterbuch. S. Fischer, Frankfurt am Main 2002,  (ISBN 3-10-036800-2) (zusammen mit Jörg Bong)